# Сиссетоны

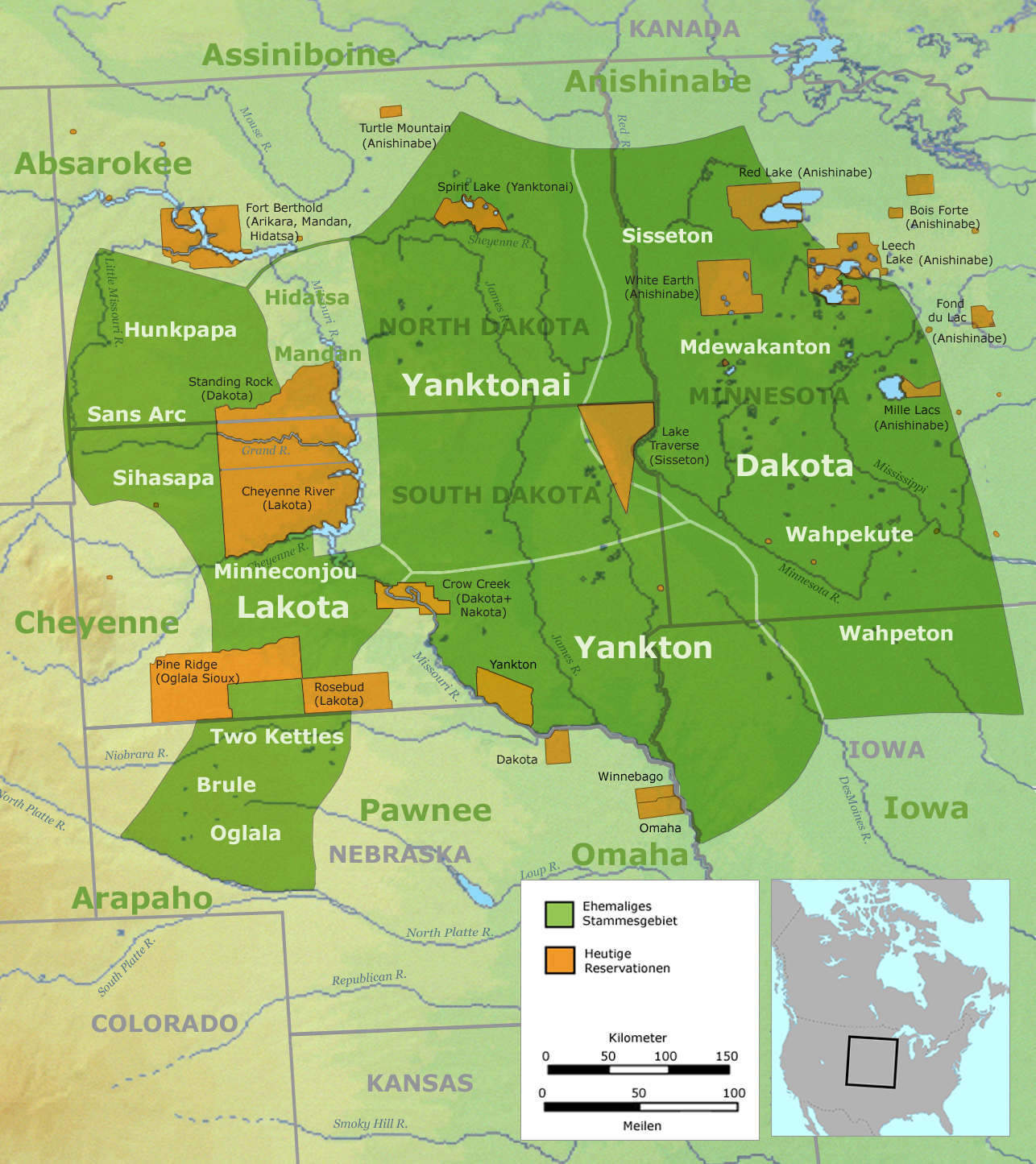
Историческая область расселения племён санти (дакота).

Сиссетоны, сиссетон-сиу (англ. Sisseton; самоназвание на дакота — Sisíthuŋwaŋ) — индейское племя языковой семьи сиу, входит в состав народа санти.

## История
Сиссетоны, как и остальные три племени санти, ранее проживали западнее Великих озёр.  В XVIII веке под давлением оджибве, вооружённых огнестрельным оружием, отступили к югу. В 1804 году, согласно Льюису и Кларку, сиссетоны насчитывали около 800 человек. В середине XIX века сиссетоны проживали вблизи озера Траверс. 
В 1862 году часть сиссетонов приняла участие в восстании санти. После капитуляции восставших, эта группа бежала в Канаду, некоторые примкнули к янктонаям и лакота. Большая часть сиссетонов, после подписания договора с правительством США, переселилась в резервацию Лейк-Траверс вместе с вахпетонами.
Ныне сиссетоны и их потомки проживают в нескольких резервациях, расположенных в Миннесоте, Северной Дакоте, Южной Дакоте, Монтане, Саскачеване и Манитобе.